# Кася

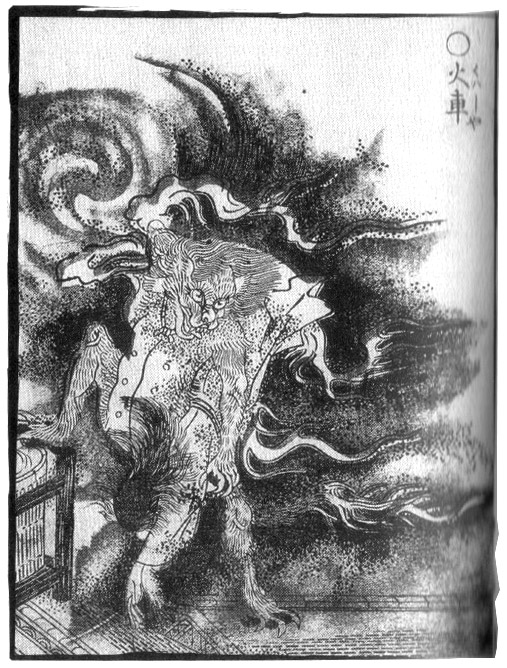

Кася (яп. 火車, буквально «огненная повозка») — существо из японского фольклора, считавшееся одним из самых могущественных ёкаев.
Кася изображалась как человекоподобное существо с головой огромной кошки или тигра и огненным хвостом, и — иногда — в набедренной повязке из тигровой шкуры. В легендах говорилось, что кася путешествует по миру на пылающей колеснице в грозовой туче. Она появляется во время грозы и похищает трупы недавно умерших и ещё не похороненных людей, которые вели греховную жизнь, и их души, отправляя их сразу же в ад, а иногда пожирая. В Касю, как считалось, могла превратиться любая кошка, которая пережила своего хозяина. Легенды об этом существе имелись как среди синтоистов, так и среди буддистов.
Для защиты тел покойников от Каси существовали различные способы: например, в ряде деревень префектуры Эхимэ на крышку гроба клали прядь волос, а в префектуре Яманаси проводили одновременно две похоронных процессии, чтобы обмануть Касю: в один из гробов клали мешок камней вместо тела покойника. Также в гробы иногда клали изображения доброй богини Каннон, бамбуковую корзинку, бритву или какой-либо другой предмет-оберег.